# 2008 BJ22
2008 BJ22 est un astéroïde actif de la ceinture principale.
Il a été découvert par le Mount Lemmon Survey le 31 janvier 2008 sans qu'aucune activité ne soit constatée à ce moment-là. Ce n'est qu'en 2022 que Peter VanWylen a identifié cet objet comme potentiellement inhabituel, notant que l'astéroïde avait été bien observé en 2008, mais jamais réobservé ensuite malgré une magnitude visuelle mV prédite inférieure à 21. À l'aide du service de recherche d'images d'objets du système solaire (RIOSS, en anglais SSOIS) du Centre canadien de données astronomiques (CCDA, en anglais CADC), Sam Deen et Henry H. Hsieh ont identifié des images à deux bandes obtenues par le télescope Subaru de 8,3 m avec la caméra Subaru Prime Focus (Suprime-Cam) le 4 mars 2008 et montrant que l'objet présentait une chevelure et une queue asymétriques, sans forte condensation centrale. L'astéroïde a eu un sursaut d'activité de plus de 3 magnitudes en 2008.
2008 BJ22 a un demi-grand axe de 3,071 unités astronomiques, une excentricité de 0,042 et une inclinaison de 11,51°, donc sans ambiguïté une orbite astéroïdale. La découverte d'une perte de masse semblable à celle des comètes fait donc de cet astéroïde un astéroïde actif.
Malgré l'absence de détections claires de 2008 BJ22 postérieurement à son sursaut d'activité, Deen et Hsieh note la présence d'une légère « brume » linéaire à son emplacement approximatif prévu dans les données DECam du 10 mars 2013. Ils suggèrent que cette brume pourrait être les vestiges d'un événement de désintégration vécu par 2008 BJ22, qui pourrait être analogue aux événements de désintégration vécus par d'autres astéroïdes actifs.